# Тынчтык (Джалал-Абадская область)
Тынчтык (кирг. Тынчтык) — село в Базар-Коргонском районе Джалал-Абадской области Кыргызстана. Входит в состав Сайдыкумского айылного аймака.

## География
Село расположено в юго-восточной части области, к югу от реки Кара-Ункюр, на расстоянии приблизительно 10 километров (по прямой) к юго-западу от города Базар-Коргон, административного центра района. Абсолютная высота — 596 метров над уровнем моря.

## История
До 9 января 2024 года село носило название Дёш.

## Население
Согласно оценочным данным Национального статистического комитета Кыргызской Республики, численность населения села на начало 2023 года составляла 747 человек.
| год     | 2009 | 2014 | 2015 | 2020 | 2021 | 2023 |
| ------- | ---- | ---- | ---- | ---- | ---- | ---- |
| человек | 514  | 615  | 641  | 767  | 793  | 747  |